# إم تي في
إم تي في (بالإنجليزية: MTV؛ اختصار إلى تلفزيون الموسيقى (Music Television)) هي قناة كبلية أمريكية تم إطلاقها في 1 أغسطس 1981. يقع مقرها في مدينة نيويورك، وهي بمثابة الملكية الرئيسية لقسم شبكات باراماونت الإعلامية المتفرع من باراماونت غلوبل التي تتخذ مدينة نيويورك مقر رئيسي لها أيضًا.
إم تي في في الأصل كانت تبث مقاطع فيديو موسيقية يقدمها شخصيات تلفزيونية عُرفت باسم «فرسان الفيديو» (Video Jockeys)، ولكن في السنوات التي تلت إنشائها خففت الشبكة بشكل كبير من تركيزها على عرض الموسيقى من أجل عرض البرامج الواقعية التي تستهدف المراهقين والشباب الكبار. على الرغم من نجاحها، كانت برامج الشبكة وتأثيرها محل جدل على مر السنين.
منذ أوائل عام 2020، خصصت إم تي في معظم جدول برمجتها لبرنامج واحد، ريديكيولاسنيس، والذي تم بثه في شهر يونيو 2020 «لمدة 113 ساعة من إجمالي قائمة الشبكة التي تبلغ 168 ساعة».
منذ العرض الأول، حققت قناة إم تي في ثورة في صناعة الموسيقى. لقد أثمر نجاح إم تي في إنشاء العديد من القنوات الشقيقة في الولايات المتحدة والعشرات من القنوات الدولية التابعة لها في جميع أنحاء العالم، والتي أصبحت بعضها مستقلة، مع تلقي حوالي 90.6 مليون أسرة أمريكية في الولايات المتحدة القناة اعتبارًا من يناير 2016.

## تاريخ

### 1964–1977: مفاهيم سابقة
بدأت أفكار للتلفزيون الموسيقي في الستينيات. استخدمت فرقة ذا بيتلز مقاطع الفيديو الموسيقية للترويج لسجلاتهم بدءًا من منتصف الستينيات. أدى فيلمهم ليلة يوم صعب عام 1964، وخاصة أدائهم لأغنية «كانت باي مي لوف»، إلى تكريم إم تي في لاحقًا لمخرج الفيلم ريتشارد ليستر بجائزة «اختراع الفيديو الموسيقي بشكل أساسي».
في عام 1967، بدأت شركة في لوس أنجلوس تدعى إنتاجات تشارلاتان (Charlatan Productions) بإنتاج أفلام ترويجية لمجموعات موسيقى الروك، باتباع نهج فريد يتضمن ترجمة الأغاني الفردية عن طريق صياغة سيناريوهات أصلية وسيناريوهات فنية تتناسب معها. بحلول منتصف عام 1968، أكملت تشارلاتان بالفعل أربعين فيلمًا لخمسة عشر شركة تسجيل لفنانين مثل جيمي هندريكس، ذا أنيمالز، ستبينوولف، أريثا فرانكلين، ريتشي هافنز، ذا هو، ذا راسكالز، باول ريفير آند ذا ريّدرز، كوني فرنسيس، ذا كاوسيلس، وريكي نيلسون.
في عام 1974، أنشأ غاري فان هاس، نائب رئيس شركة تيليفاك (Televak Corporation) قناة ميوزك فيديو تي في (Music Video TV)، وهي قناة تلفزيونية يتواجد بها مقدمين، ليتم عرضها في متاجر التسجيلات في جميع أنحاء الولايات المتحدة، وقام بترقيتها إلى الموزعين وتجار التجزئة في إصدار مايو 1974 من عدد مجلة بيلبورد.
تم إنشاء التنسيق الأصلي لإم تي في بواسطة المدير الإعلامي روبرت دبليو بيتمان، الذي أصبح لاحقًا الرئيس والمدير التنفيذي لشبكات إم تي في (MTV Networks). اختبر التنسيق من خلال إنتاج واستضافة عرض مدته 15 دقيقة بعنوان ألبوم تراكس على قناة دبليو إن بي سي-تي في ‏ في مدينة نيويورك في أواخر السبعينيات.

### 1981–1991

#### الإطلاق الرسمي

كانت الصور الأولى التي تظهر على إم تي في من مونتاج هبوط أبولو 11 على سطح القمر.

يوم السبت 1 أغسطس 1981 الساعة 12:01 صباحًا بالتوقيت الشرقي، تم إطلاق إم تي في رسميًا بالكلمات «السيدات والسادة، موسيقى الروك أند رول،» التي تحدث بها جون لاك وتم عرضها على لقطات لأول عد تنازلي لإطلاق مكوك الفضاء لكولومبيا (والذي حدث في وقت سابق من ذلك العام) وإطلاق أبولو 11. تبع الكلمات أغنية إم تي في الأصلية، وهي نغمة روك حية من تأليف جوناثان إلياس وجون بيترسن، والتي تم تغييرها على العلم الأمريكي لإظهار تغيير شعار إم تي في إلى أشكال وتصميمات مختلفة. استخدم منتجو إم تي في آلان غودمان وفريد سيبرت هذا المجال العام كمفهوم؛ قال سيبرت إنهم خططوا في الأصل لاستخدام اقتباس «خطوة صغيرة واحدة» لنيل أرمسترونج، لكن المحامين قالوا إن أرمسترونج يمتلك اسمه وشبهه وأنه رفض، لذلك تم استبدال الاقتباس بصوت صفير. تم تشغيل نسخة مختصرة من معرف إطلاق المكوك في الجزء العلوي من كل ساعة بأشكال مختلفة، من اليوم الأول لإم تي في حتى تم سحبها في أوائل عام 1986 في أعقاب كارثة تشالنجر.
أول فيديو موسيقي عُرض على إم تي في، التي كانت متاحة فقط للمنازل في ولاية نيو جيرسي في ذلك الوقت كان لفرقة ذا باغلز «فيديو كيلد ذا رايديو ستار». تبعتها «يو بيتير رن» لبات بيناتار. تحولت الشاشة إلى اللون الأسود في بعض الأحيان عندما يقوم موظف في إم تي في بإدخال شريط في جهاز مسجل الفيديو.
في غضون شهرين، كانت متاجر التسجيلات تبيع موسيقى لم تكن محطات الراديو المحلية تشغلها، مثل مِن آت وورك، بو واو واو وذا هيومن ليغ. أطلقت إم تي في أيضًا شرارة الغزو البريطاني الثاني، حيث كانت تعرض مقاطع فيديو موجودة لأعمال بريطانية استخدمت التنسيق لعدة سنوات (على سبيل المثال، برنامج قناة بي بي سي توب أوف ذا بوبس).
استهدفت قناة إم تي في جمهورًا تتراوح أعمارهم بين 12 إلى 34 عامًا. ومع ذلك، أظهر بحثها الذاتي أن أكثر من 50٪ من جمهورها كان من 12 إلى 24 عامًا، وأن هذه المجموعة شاهدت ما متوسطه 30 دقيقة إلى ساعتين في اليوم. كما استكشفت سلسلة خدمة البث العام (PBS) فرونتلاين أن إم تي في كانت قوة دافعة دفعت مقاطع الفيديو الموسيقية إلى الجمهور السائد، وحولت مقاطع الفيديو الموسيقية إلى شكل فني - بالإضافة إلى آلة تسويق أصبحت مفيدة للفنانين."

#### مقدمين أصليين وتنسيق

واحد من العديد من معرفات قناة إم تي في المستخدمة خلال الثمانينيات؛ تم تصميم هذا بواسطة هنري سيليك.

تم تصميم أقدم تنسيق لإم تي في على غرار راديو موسيقى الروك الموجهة نحو الألبوم (AOR). لقد خضعت لعملية انتقال لمحاكاة محطة أفضل 40 كاملة في عام 1984. شباب وشابات ذوو وجوه جديدة قدموا برامج ومقاطع فيديو. أصبح العديد من مقدمي إم تي في من المشاهير في حد ذاتهم. كانوا المقدمين الخمسة الأصليين لإم تي في في عام 1981 هم نينا بلاكوود، مارك غودمان، آلان هنتر، جاي.جاي. جاكسون، ومارثا كوين. كانت دي جي ميغ غريفين الشهيرة من نيويورك ستكون مقدمة، لكنها قررت ألا تكون مقدمة في اللحظة الأخيرة.
سجل مقدموا القناة التعليقات الصوتية للمقدمة والخاتمة قبل البث، جنبًا إلى جنب مع أخبار الموسيقى والمقابلات ومواعيد الحفلات والعروض الترويجية. ظهرت هذه المقاطع على الهواء مباشرة وظهرت لأول مرة على إم تي في 24/7، ولكن تم تسجيلها مسبقًا خلال أسبوع عمل عادي في استوديوهات إم تي في.
تراوحت فرق موسيقى الروك وفناني الأداء في الثمانينيات الذين ظهروا على إم تي في من موسيقى الموجة الجديدة إلى موسيقى السوفت روك والهيفي ميتال بما في ذلك آدم أنت، بريان آدامز، بات بيناتار، بلوندي، ذا كارز، كولتشر كلوب، ديف ليبارد، داير ستريتس (الذي أصدر أغنية «موني فور نوثينغ» في 1985 حيث تضمن في الأغنية والفيديو شعار «أريد إم تي في الخاصة بي»، دوران دوران، يورتميكس، بيتر غابرييل، جينيسيس، هال وأوتس، بيلي آيدول، بيلي جول، جون مالنكامب، مولتي كرو، توم بيتي آند ذا هارتبريكرز، ذا بوليس، برنس، ألترافوكس، يو2، فان هيلين، زي زي توب ورات،
في عام 1984، بدأ المزيد من شركات التسجيلات والفنانين في صنع مقاطع الفيديو، مدركين شعبية إم تي في والوسيط المتنامي. لاستيعاب تدفق مقاطع الفيديو، أعلنت إم تي في عن تغييرات في قوائم التشغيل الخاصة بها في 3 نوفمبر 1984، إصدار بيلبورد الذي دخل حيز التنفيذ في الأسبوع التالي. تم توسيع فئات تدوير قائمة التشغيل من ثلاث (خفيف، متوسط، ثقيل) إلى سبع فئات: جديد، خفيف، اندلاع، متوسط، نشط، ثقيل، وقوي. يضمن هذا حصول الفنانين الذين حققوا نجاحات على الرسم البياني على الظهور الذي يستحقونه، مع كون فئة متوسط موطنًا للأغاني الناجحة التي لا تزال في الصعود إلى المراكز العشرة الأولى؛ وثقيل منزل للأغاني الضاربة الكبيرة – بدون أجراس وصفارات – مجرد التعرض الذي أمروا به.

#### جوائز الفيديو الموسيقي
في عام 1984، أنتجت القناة أول برنامج جوائز إم تي في للأغاني المصورة أو في إم أيز (VMAs). تخلل عرض الجوائز الأول، في عام 1984، عرض حي لمادونا لـ «لايك أي فيرجن». التماثيل التي تم توزيعها في حفل توزيع جوائز موسيقى الفيديو هي من رجل قمر إم تي في، الصورة الأصلية للقناة منذ بثها الأول في عام 1981. في الوقت الحاضر، تعد جوائز موسيقى الفيديو الحدث السنوي الأكثر مشاهدة على قناة إم تي في.

#### أحداث سنوية خاصة
بدأت قناة إم تي في تغطيتها السنوية لقضاء عطلة الربيع في عام 1986، حيث أقامت عمليات مؤقتة في دايتونا بيتش، فلوريدا، لمدة أسبوع في مارس، حيث تبث ثماني ساعات في اليوم على الهواء مباشرة. قال نائب رئيس إم تي في، دوج هيرزوغ، في ذلك الوقت: «إجازة الربيع هي حدث ثقافي للشباب». «أردنا أن نكون جزءًا منه لهذا السبب. من المنطقي بالنسبة لنا أن ننزل ونبدأ البث المباشر من مركزه، لأنه من الواضح أن الناس هناك هم أنواع الأشخاص الذين يشاهدون قناة إم تي في.»
وسعت القناة لاحقًا أحداثها ذات الطابع الشاطئي إلى الصيف، حيث كرست معظم كل موسم صيفي للبث المباشر من منزل شاطئي في مواقع مختلفة بعيدًا عن مدينة نيويورك، مما أدى في النهاية إلى ترويج العلامة التجارية على مستوى القناة طوال الصيف في التسعينيات وأوائل الألفينيات مثل نُزُل كاليفورنيا (Motel California) ومشاركة صيف (Summer Share) وجزيرة إم تي في (Isle of MTV). استضاف مقدموا إم تي في مجموعات من مقاطع الفيديو الموسيقية، وأجروا مقابلات مع الفنانين والفرق الموسيقية، وقدموا عروضًا حية وبرامج أخرى من موقع منزل الشاطئ في كل صيف.

##### عودة الروك
ابتداءً من أواخر عام 1997، خفضت قناة إم تي في بث مقاطع فيديو موسيقى الروك بشكل تدريجي، مما أدى إلى الشعار بين المتشككين، «موسيقى الروك ميتة». بعد ذلك بعامين، في خريف عام 1999، أعلنت إم تي في عن عطلة نهاية أسبوع خاصة لعودة موسيقى الروك حيث تلقت أعمال الروك الجديدة وقتًا على الهواء، وبعد ذلك تم إصدار ألبوم تجميعي.

### 1995–2010: الابتعاد عن الموسيقى
من عام 1995 إلى عام 2000، عرضت إم تي في عددًا أقل من مقاطع الفيديو الموسيقية بنسبة 36.5٪. صرح رئيس إم تي في فان توفلر: «من الواضح أن حداثة عرض مقاطع الفيديو الموسيقية فقط قد تلاشت. إنه يتطلب منا إعادة اكتشاف أنفسنا لجمهور معاصر.» أطلقت الشبكة شبكة راديو إم تي في في عام 1995 مع ويستوود ون. على الرغم من الجهود المستهدفة لتشغيل أنواع معينة من مقاطع الفيديو الموسيقية في تناوب محدود، فقد خفضت إم تي في بشكل كبير دورانها الإجمالي لمقاطع الفيديو الموسيقية بحلول منتصف الألفينيات. بينما كان يتم عرض مقاطع الفيديو الموسيقية على إم تي في لمدة تصل إلى ثماني ساعات يوميًا في عام 2000، شهد عام 2008 متوسط ثلاث ساعات فقط من مقاطع الفيديو الموسيقية يوميًا على إم تي في. تم التكهن بأن ظهور وسائل التواصل الاجتماعي ومواقع الويب مثل يوتيوب كمنفذ للترويج ومشاهدة مقاطع الفيديو الموسيقية أدى إلى هذا الانخفاض. خلال هذا الوقت، عينت إم تي في نانسي بينيت في منصب نائب الرئيس الأول لتطوير الإبداع والمحتوى في شبكات إم تي في ميوزك. مع تقدم العقد، سيتم نقل كتل فيديو إم تي في إلى ساعات الصباح الباكر. خلال خطاب قبوله في حفل توزيع جوائز إم تي في ميوزك أووردز لعام 2007، كان جاستن تيمبرليك يطلب من إم تي في «تشغيل المزيد من مقاطع الفيديو اللعينة!» استجابة لهذه التغييرات.
على مدار العقد التالي، انخرطت إم تي في في انجراف القناة، وتوسعت تدريجيًا برامجها خارج مقاطع الفيديو الموسيقية مع البرمجة الخفيفة أو المرتبطة بشدة بالموسيقى. اشتهرت إم تي في ببرامجها الواقعية، وبعضها تابع حياة الموسيقيين؛ تم عرض ذا أوزبورنز، وهو عرض واقعي يستند إلى الحياة اليومية لمغني فرقة بلاك سابث أوزي أوزبورن وعائلته لأول مرة في عام 2002 وأصبح أحد العروض الأولى للشبكة. كما أن البرنامج تسبب في بدء مسيرتة موسيقية لكيلي أوزبورن، بينما واصلت شارون أوزبورن تقديم برنامجها برنامجها الحواري الذي يحمل عنوانًا على اسمها على التلفزيون الأمريكي. انتهى إنتاج ذي أوزبورز في نوفمبر 2004.
غامرت إم تي في أيضًا بدخول الرسوم المتحركة للبالغين، مع عروض مثل سيلبرتي ديثمتاش، أندرغاردز، كلون هاي، داريا لتصبح كلاسيكيات لها معجبينها.

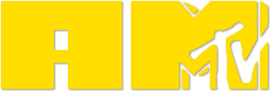
أي-إم تي في، اسم برنامج الفيديوهات الموسيقية لـ إم تي في من 2009 إلى 2013

قبل إنهاء عرض توتال ريكويست لايف في عام 2008، كانت إم تي في تقوم بتجربة برامجها الموسيقية المتبقية في ظل تنسيقات جديدة. عرضت إم تي في لأول مرة مجموعة جديدة لبرمجة الفيديو الموسيقي تسمى إف إن إم تي في ‏، وحدثًا خاصًا أسبوعيًا يسمى إف إن إم تي في بريميرز، استضافه بيت وينتز من لوس أنجلوس من فرقة فال اوت بوي، والذي تم تصميمه لعرض مقاطع الفيديو الموسيقية الجديدة لأول مرة وجعل المشاهدين يقدمون ملاحظات فورية. أي إم تي في ‏، فقرة الصباح الباكر، ظهرت لأول مرة في عام 2009. تمت إعادة تسمية الكتلة باسم ميوزك فيد في عام 2013 بجدول زمني مخفض، وعلى عكس إف إن إم تي في، ظهرت العديد من مقاطع الفيديو الموسيقية كاملة الطول وتحديثات الأخبار والمقابلات والعروض. استمرت إم تي في في بث برامج الموسيقى على مدار العقد التالي، مع عودة إم تي في أنبلغد في عام 2009، ظهور 10 أون توب في مايو 2010، وهيب هوب بي أو في في 12 أبريل 2012.
شهد عام 2009 ظهور جيرسي شور لأول مرة، والذي أصبح تصنيفًا ناجحًا طوال مسيرته وأنتج سلسلة "إم تي في شورز"، ولكنه جذب العديد من الخلافات. مع رد الفعل العنيف تجاه ما يعتبره البعض الكثير من المحتوى السطحي على الشبكة، كشفت مقالة في صحيفة نيويورك تايمز عام 2009 عن خطط لتحويل تركيز إم تي في نحو وسائل إعلام أكثر وعيًا اجتماعيًا، والتي وصفها المقال بأنها «إم تي في لحقبة أوباما». بعد وقت قصير من وفاة مايكل جاكسون في 25 يونيو، بثت القناة عدة ساعات من مقاطع الفيديو الموسيقية لجاكسون، مصحوبة بعروض إخبارية مباشرة خاصة تعرض ردود فعل من شخصيات إم تي في ومشاهير آخرين. بلغ التحول المؤقت في برمجة إم تي في ذروته في الأسبوع التالي بالتغطية الحية للقناة لذكرى جاكسون. قامت إم تي في ببث عروض خاصة مماثلة لمدة ساعة واحدة مع مقاطع فيديو موسيقية وتحديثات إخبارية بعد وفاة ويتني هيوستن في 11 فبراير 2012، ووفاة آدم ياوش من بيستي بويز في 4 مايو 2012.

### 2010–حتى الآن

تم استخدام شعار إم تي في السابق على الهواء من 8 فبراير 2010 إلى 12 سبتمبر 2021، وتم استخدامه على الإنترنت وعلى وسائل التواصل الاجتماعي حتى 13 سبتمبر 2021.

في عام 2010، أسقطت إم تي في العلامة التجارية «تلفزيون الموسيقى». استمرت الشبكة في بث مقاطع الفيديو الجديدة في بعض الأحيان، من خلال كل من التلفزيون والتفاعل في الوقت الفعلي مع الفنانين والمشاهير على موقعها على الإنترنت.
على مدار العقد، تم تقليص برمجة الموسيقى على الشبكة. في أبريل 2016، أعلن رئيس إم تي في المعين آنذاك شون أتكينز عن خطط لإعادة برمجة الموسيقى إلى القناة. في 21 أبريل 2016، أعلنت قناة إم تي في أن حلقات أنبلغد الجديدة ستبدأ في البث، بالإضافة إلى سلسلة أداء أسبوعية جديدة تسمى وندرلاند. في نفس اليوم، مباشرة بعد وفاة برنس، قطعت قناة إم تي في برامجها المعتادة لبث مقاطع الفيديو الموسيقية لبرنس. في يوليو 2017، أُعلن أن توتال ريكويست لايف سيعود إلى الشبكة في 2 أكتوبر 2017. خلال عقد العشريات (2010–2019)، لوحظ أن جدول إم تي في اليومي يتألف في الغالب من بث الأفلام وماراثونات متكررة من البرامج الأصلية المختارة (مثل ريدِكليسنيس)، كما هو الحال مع شبكات الكابلات الأخرى في ذلك الوقت.

#### البرامج الكوميدية والدرامية الحديثة
إلى جانب اللائحة غير المنصوصة، أنتجت إم تي في المزيد من البرامج المنصوصة. مثل هذه العروض أوكورد ، نسخة أمريكية من سكنز، وإعادة فكرة فيلم تين وولف. في يونيو 2012، أعلنت الشبكة عن تطوير مسلسل تلفزيوني مقتبس من فيلم سكريم. نظرًا لأن إم تي في عادت إلى البرمجة غير المسجلة في نهاية العقد، تم نقل بعض هذه العروض إلى شبكات أخرى.

## برمجة
مع توسع إم تي في، لم تعد مقاطع الفيديو الموسيقية وبرامج المقدمين هي محور برمجتها. غطت برمجة القناة مجموعة واسعة من الأنواع والأشكال التي تستهدف المراهقين والشباب. بالإضافة إلى برمجتها الأصلية، قامت إم تي في أيضًا ببث برامج أصلية ومشتركة من الأشقاء المملوكة لشركة فاياكوم سي بي إس وشبكات طرف ثالث.
إم تي في هي أيضًا منتج للأفلام التي تستهدف الشباب من خلال علامة الإنتاج الخاصة بها، إم تي في فيلمز (MTV Films)، وقد قامت ببث كل من أفلامها الخاصة التي تم إصدارها مسرحيًا والأفلام الأصلية المعدة للتلفزيون من استديوهات إم تي في بالإضافة إلى الأفلام المستحوذ عليها.
في عام 2018، أطلقت إم تي في وحدة إنتاج جديدة تحت اسم «استديوهات إم تي في» (MTV Studios) تركز على إنتاج إصدارات جديدة من عروض مكتبة إم تي في. تمت إعادة تسمية هذا لاحقًا باسم استديوهات إم تي في الترفيهية (MTV Entertainment Studios).

## الشعار والعلامة التجارية
تم تصميم شعار إم تي في الأيقوني في عام 1981 بواسطة مانهاتن ديزاين (مجموعة شكلها فرانك أولينسكي، بات جورمان وباتي روجوف) بتوجيه من المدير الإبداعي الأصلي فريد سيبرت. رسم روجوف الحرف المنفصل "M" مع رسم أولينسكي للكلمة المكتوبة بخط مكتوب عليها «تلفزيون». كان البديل الأساسي لشعار إم تي في في ذلك الوقت هو "M" باللون الأصفر و "TV" باللون الأحمر. ولكن على عكس معظم شعارات شبكات التلفزيون في ذلك الوقت، كان الشعار يُوسم باستمرار بألوان وأنماط وصور مختلفة على مجموعة متنوعة من معرفات القناة. تتضمن الأمثلة معرف عام 1988 «آدم وحواء»، حيث يشير الحرف "M" إلى تفاحة والثعبان "TV". وبالنسبة لمعرف «تاريخ الفن» لعام 1984، يظهر الشعار في أنماط فنية مختلفة. كانت الجوانب الثابتة الوحيدة لشعار إم تي في في ذلك الوقت هي شكله العام ونسبه، مع كون كل شيء آخر ديناميكيًا.

### «أريد إم تي في الخاصة بي!»
حملة عبارة القناة الشهيرة «أريد إم تي في الخاصة بي!» انطلقت في عام 1982. تم تطويرها لأول مرة من قبل جورج لويس واستند إلى إعلان حبوب من الخمسينيات تحت شعار «أريد مايبو الخاص بي!» التي تبناها لويس دون جدوى من الأصل الذي أنشأه رسام الرسوم المتحركة جون هابلي.

## تأثير وخلافات
تعرضت القناة لانتقادات من قبل مجموعات مختلفة حول خيارات البرامج، القضايا الاجتماعية، الصلاحية السياسية، الحساسية، الرقابة، والتأثير الاجتماعي السلبي الملحوظ على الشباب. تعرضت أجزاء من محتوى برامج إم تي في ومنتجاتها للجدل في وسائل الإعلام الإخبارية العامة وبين الفئات الاجتماعية التي تعرضت للإهانة. انتقد البعض في صناعة الموسيقى ما اعتبروه تجانسًا لقناة إم تي في مع موسيقى الروك أند رول، بما في ذلك فرقة البانك ذا ديد كينيديز، التي تحمل أغنيتهم «إم. تي. في. - إتركي الهواء» (MTV – Get Off the Air) التي تم إصدارها في ألبوم فرانكنكرايست عام 1985، وقت ما كانت إم تي في ترسخ تأثيرها على صناعة الموسيقى. كان لإم تي في أيضًا تأثير كبير على نمو مقاطع الفيديو الموسيقية خلال الثمانينيات.

### كسر «حاجز اللون»
وفقًا لصحيفة أوستن كرونِكل

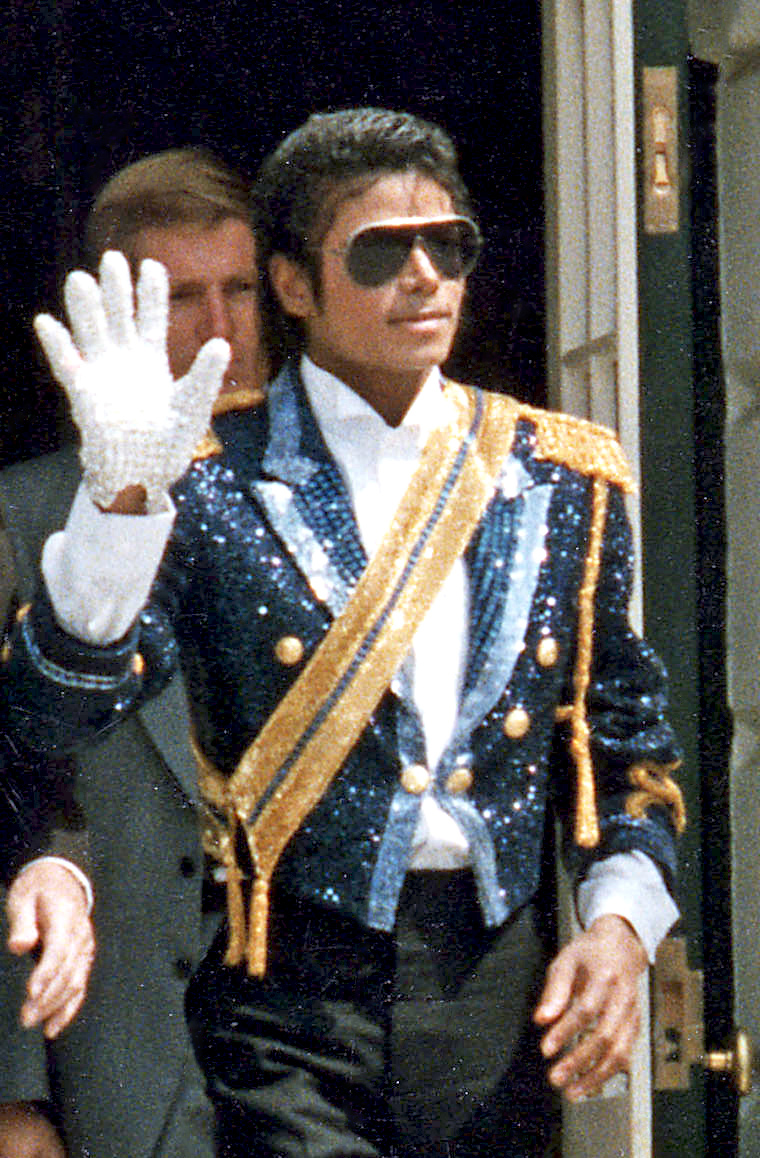
مايكل جاكسون، الذي اشتملت أعماله على مقاطع فيديو موسيقية مثل «بيت إت»، «بيلي جين»، و«ثريلر»

خلال السنوات القليلة الأولى لإم تي في، ظهر عدد قليل جدًا من الفنانين السود. قلة مختارة في تناوب إم تي في وهم مايكل جاكسون، برنس، إيدي غرانت، تينا تيرنر، دونا سمر، ويتني هيوستن، شاديّ، جانيت جاكسون، جوان أرماترادينغ، ميوزيكال يوث، ذا سباشلز، ذا سيليكتر، غريس جونز، هيربي هانكوك. كان كل من ميكي كريج من كولتشر كلوب وجو ليواي من تومسون توينز وتريسي ورمورورث من ذا ويترسيس سودًا أيضًا. كانت فرقة ذا سباشيلز، التي تضمنت مغنيين وموسيقيين سود وبيض، أول عمل مشترك لأشخاص من أعراق مختلفة على قناة إم تي في؛ كانت أغنيتهم «رات ريس» هي الفيديو الثامن والخمسين في أول يوم بث للمحطة.
رفضت قناة إم تي في مقاطع الفيديو الخاصة بالفنانين السود الآخرين، مثل "سوبر فريك" لريك جيمس، لأنها لم تتناسب مع تنسيق موسيقى الروك الألبومية في القناة في ذلك الوقت. أثار الاستبعاد غضب جيمس، الذي دعا علنًا إلى إضافة المزيد من الفنانين السود إلى القناة. تساءل ديفيد بوي أيضًا عن افتقار إم تي في للفنانين السود خلال مقابلة على الهواء مع المقدم مارك غودمان في عام 1983. تساءلت كارولين بيكر، رئيسة قسم المواهب والاستحواذ في إم تي في، وهي امرأة سوداء، عن سبب وجوب أن يكون تعريف الموسيقى ضيقًا للغاية، كما فعل قلة أخرى خارج الشبكة. بعد سنوات، قالت بيكر، "خط الحفلة في إم تي في هو أننا لا نعزف موسيقى سوداء بسبب أحد الأبحاث" - لكن البحث استند على الجهل ... كنا صغارًا، كنا متقدمين. لم يكن علينا أن نكون متقدمين في العنصرية". ومع ذلك، فقد كانت بيكر هي من رفض فيديو ريك جيمس سوبر فريك "لأنه كان يحتوي على نساء نصف عاريات، وكان ذلك بمثابة هراء. بصفتي امرأة سوداء، لم أرغب بذلك الفيديو ليمثل شعبي كأول فيديو أسود على قناة إم تي في."
قال مدير البرمجة الموسيقية للشبكة، باز بريندل، لأحد المحاورين في عام 2006: «صُممت إم تي في في الأصل لتكون قناة موسيقى الروك. كان من الصعب على إم تي في العثور على فنانين أمريكيين من أصل أفريقي تتناسب موسيقاهم مع تنسيق القناة الذي يميل إلى موسيقى الروك في البداية». لاحظ الكاتبان كريغ ماركس وروب تانينباوم أن القناة «بثت مقاطع فيديو لكثير من الفنانين البيض الذين لم يعزفوا موسيقى الروك.» كتب أندرو جودوين لاحقًا: «أنكرت [إم تي في] العنصرية، على أساس أنها تتبع فقط قواعد صناعة موسيقى الروك.» واشتكى لي جارلاند نائب الرئيس التنفيذي الأول لقناة إم تي في بعد عقود، «أسوأ شيء هو هراء تلك 'العنصرية' ... بالكاد كان هناك أي مقاطع فيديو صنعها فنانين سود. لم تكن شركات التسجيلات تمولهم. لم يتم اتهامهم بالعنصرية». ومع ذلك، أشار منتقدو هذا الدفاع إلى أن شركات التسجيلات لا تمول مقاطع الفيديو للفنانين السود لأنهم كانوا يعلمون أنهم سيجدون صعوبة في إقناع إم تي في بتشغيلها.
في الاحتفال بالذكرى الأربعين لإطلاق الشبكة في عام 2021، أقر رئيس مجموعة إم تي في الترفيهية الحالي كريس مكارثي أن "(من) من أكبر الأخطاء في السنوات الأولى لم يكن تشغيل موسيقى متنوعة بما فيه الكفاية ... ولكن الشيء الجميل الذي" لقد تعلمنا دائمًا في إم تي في أنه ليس لدينا مشكلة في امتلاك أخطائنا، وتصحيحها بسرعة ومحاولة فعل الشيء الصحيح واتباع دائمًا إلى أين يتجه الجمهور".
قبل عام 1983، كافح مايكل جاكسون أيضًا من أجل البث على قناة إم تي في لحل الصراع وأخيراً «كسر حاجز اللون»، استنكر رئيس شركة تسجيلات سي بي إس، والتر يتنيكوف، إم تي في في بيان قوي ومهين، مهددًا بسحب حقها في تشغيل أي من الموسيقى الخاصة بالعلامة التجارية. ومع ذلك، قال لي جارلاند، رئيس عمليات الاستحواذ آنذاك، إنه قرر بث فيديو جاكسون «بيلي جين» دون ضغوط من شبكة سي بي إس، بيان ناقضه لاحقًا رئيس شؤون الأعمال في شبكة سي بي إس ديفيد بنجامين في فانيتي فير، فإن فيديو جاكسون لأغنية «بيلي جين» كان «الفيديو الذي كسر حاجز اللون، على الرغم من أن القناة نفسها كانت مسؤولة عن إقامة هذا الحاجز في المقام الأول». لكن التغيير لم يكن فوريًا. لم تتم إضافة «بيلي جين» إلى قائمة تشغيل إم تي في «ذات العرض المتوسط» (من مرتين إلى ثلاث مرات في اليوم) حتى وصلت إلى رقم 1 على مخطط بيلبورد هوت 100. في الأسبوع الأخير من شهر مارس، كانت في «عرض كثيف»، قبل أسبوع واحد من الظهور الأول لفيديو جاكسون «بيت إت» على قناة إم تي في. انضمت أغنية برينس «ليتل ريد كورفيت» إلى فيديوهات جاكسون في عرض كثيف في نهاية أبريل. في بداية شهر يونيو، انضمت أغنية «إلكتريك أفينيو» للمخرج إيدي غرانت إلى «بيلي جين» التي كانت لا تزال في عرض كثيف حتى منتصف يونيو. في نهاية شهر أغسطس، كانت فيلم «شي وركس هارد فور ذا موني» للمغنية دونا سمر في عرض كثيف على القناة. تم وضع «روكت» لهيربي هانكوك و «أول نايت لونغ» لليونيل ريتشي في عرض كثيف في نهاية أكتوبر وبداية نوفمبر على التوالي. في الأسبوع الأخير من شهر نوفمبر، كانت أغنية «أنكونديشينال لوف» لدونا سمر في عرض كثيف. عندما تم إصدار فيديو جاكسون المفصل (مدته 13 دقيقة) لأغنية «ثريلر» في أواخر ذلك العام، مما رفع سقف ما يمكن أن يكون عليه الفيديو، كان دعم الشبكة له شاملاً؛ بعد ذلك، تم تشغيل المزيد من مقاطع فيديو موسيقى البوب والأر آند بي على إم تي في.

### رقابة
إم تي في عدلت عدد من الفيديوهات الموسيقية لإزالة كل ما يشير إلى المخدرات، الجنس، العنف، السلاح، العنصرية، رهاب المثليين، والترويج/الإعلان. تم حظر العديد من مقاطع الفيديو الموسيقية التي تم بثها على القناة، أو تم نقلها إلى العرض في وقت متأخر من الليل، أو تم حظرها تمامًا من القناة.
في الثمانينيات، انتقدت مجموعات مراقبوا وسائل الإعلام مثل مركز موارد الأباء للموسيقى إم تي في على مقاطع فيديو موسيقية معينة يُزعم أنها تحتوي على صور صريحة للشيطانية. ونتيجة لذلك، طورت قناة إم تي في سياسة صارمة بشأن رفض بث مقاطع الفيديو التي قد تصور عبادة الشيطان أو مواضيع معادية للدين. أدت هذه السياسة إلى قيام إم تي في بحظر مقاطع الفيديو الموسيقية مثل «جيسوس كرايست بوز» لفرقة ساوندغاردن في عام 1991 و «ميغلومينياك» لفرقة إنكوبوس في عام 2004؛ ومع ذلك، كانت فرقة مارلين مانسون المثيرة للجدل من بين فرق الروك الأكثر شهرة على إم تي في خلال أواخر التسعينيات وأوائل الألفينيات.

### بيفيز وبوت هيد
في أعقاب الجدل الذي اشتمل على طفل يحرق منزله بعد أن زعم أنه شاهد بيفيز وبوت-هيد، نقلت قناة إم تي في العرض من وقته الأصلي في السابعة مساءً إلى 11 مساءً. أيضًا، تم إزالة ميل بيفيز لنفض الغبار والصراخ "حريق" من الحلقات الجديدة، وتمت إزالة المشاهد المثيرة للجدل من الحلقات الحالية قبل إعادة بثها. لاحظ مؤلف السلسلة مايك جادج بعض التعديلات الشاملة بعد تجميع مجموعة أقراص الدي في دي الخاصة به، قائلاً إن «بعض هذه الحلقات قد لا تكون موجودة في شكلها الأصلي».

### عرض سوبر بول الثامن والثلاثون
بعد شراء فاياكوم لسي بي إس، تم اختيار إم تي في لإنتاج عرض ما بين الشوطين للسوبر بول الخامس والثلاثين في عام 2001، تم بثه على سي بي إس وضم بريتني سبيرز، إن سينك، وآيروسميث. نظرًا لنجاحها، تمت دعوة إم تي في مرة أخرى لإنتاج عرض آخر في عام 2004؛ أثار هذا نقاشًا وجدلًا على مستوى البلاد وأدى إلى تغيير جذري في عروض سوبر بول ما بين الشوطين، وبرامج إم تي في، والرقابة على الراديو.
عندما بثت شبكة سي بي إس سوبر بول الثامن والثلاثون في عام 2004، تم اختيار إم تي في مرة أخرى لإنتاج عرض نصف الوقت، مع عروض لفنانين مثل نيللي، بي. ديدي، جانيت جاكسون، وجاستن تمبرليك. أصبح العرض مثيرًا للجدل، بعد أن مزق تيمبرليك جزءًا من ملابس جاكسون أثناء أدائها «روك يور بادي» معها، كاشفًا عن صدرها الأيمن. اعتذرت جميع الأطراف المعنية عن الحادث، وأشار تمبرليك إلى الحادث على أنه «خلل في صناعة الملابس».
أمر مايكل باول، الرئيس السابق للجنة الاتصالات الفيدرالية، بإجراء تحقيق في اليوم التالي للبث. في الأسابيع التي أعقبت عرض نهاية الشوط الأول، قامت إم تي في بمراقبة الكثير من برامجها وبعض الفيديوهات الموسيقية. في سبتمبر 2004، قضت لجنة الاتصالات الفيدرالية (FCC) بأن عرض نهاية الشوط الأول كان غير لائق وفرضت عليه غرامة قدرها 550 ألف دولار أمريكي. أيدته لجنة الاتصالات الفيدرالية في عام 2006،[بحاجة لمصدر] لكن القضاة الفيدراليين عكسوا الغرامة في عام 2008.

### نقد أخلاقي
كما انتقدت منظمة الأسرة الأمريكية، وهي منظمة يمينية مسيحية، قناة إم تي في من تصوراتها عن التأثير الأخلاقي السلبي، ووصفت إم تي في بأنها تروج «لثقافة مؤيدة للجنس، معادية للأسرة، مؤيدة للاختيار، وتعاطي المخدرات».

### جيرسي شور

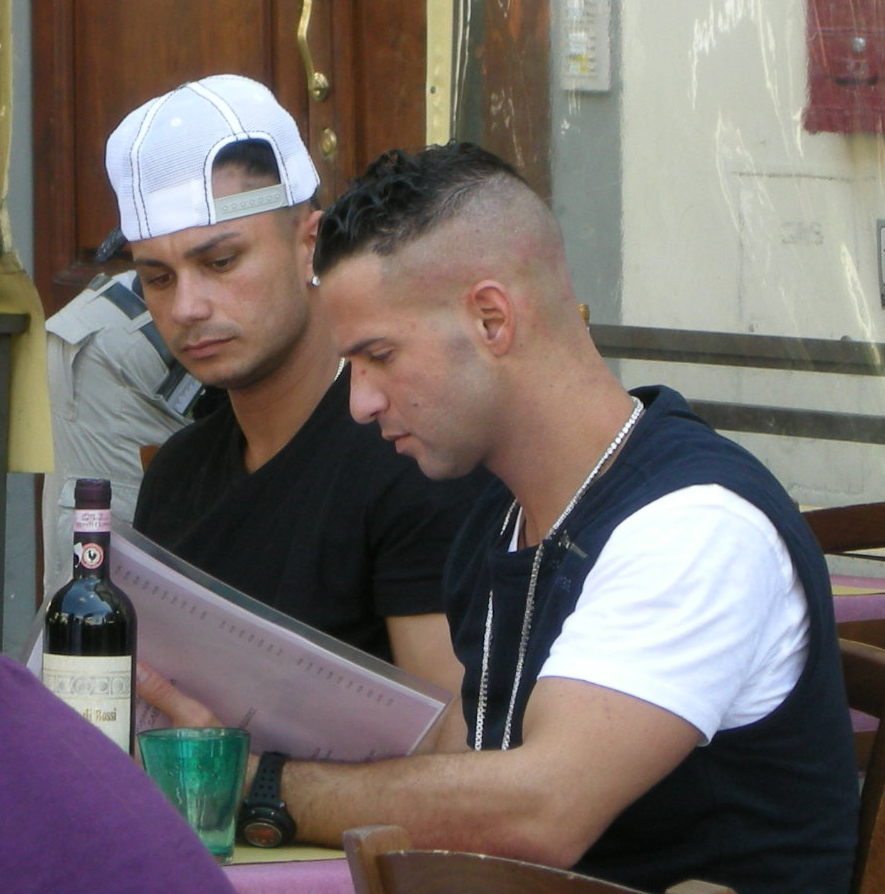
باولي دي وذا ساتيويشن من جيرسي شور في عام 2011

تلقت إم تي في انتقادات كبيرة من المنظمات الأمريكية الإيطالية بسبب البرنامج الواقعي جيرسي شور، والذي عرض لأول مرة في عام 2009. كان الجدل يرجع في جزء كبير منه إلى الطريقة التي تسوق بها إم تي في العرض، حيث استخدمت كلمة «غويدو» لوصف أعضاء فريق التمثيل. تعتبر كلمة «غويدو» عمومًا افتراءً عرقيًا عند الإشارة إلى الإيطاليين والأمريكيين من أصول إيطالية. ذكرت إحدى العروض الترويجية أن البرنامج سيتبع، «ثمانية من أكثر الغويدوز سخونة، وأكثرهم جنونًا،» بينما ذكر إعلان آخر، «يكشف جيرسي شور أحد أكثر الأنواع التي يُساء فهمها في منطقة الولايات الثلاثية... الغوديوز. نعم، هم موجودون بالفعل! ينتقل الغويدوز والغويديتاز إلى استئجار أفضل منزل على الشاطئ وتنغمس في كل ما يقدمه مشهد مرتفعات سيسايد، نيو جيرسي»
قبل بدء المسلسل، طلبت يونيكو ناشيونال رسميًا من إم تي في إلغاء العرض. وفي خطاب رسمي، وصفت الشركة العرض بأنه «هجوم مباشر ومتعمد ومشين على الأمريكيين الإيطاليين». قال أندريه ديمينو، رئيس يونيكو الوطني، إن «إم تي في زينت المنزل الذي يشبه البوردلو (غرف للسهرات الليلية) بأعلام إيطالية وخرائط نيوجيرسي باللونين الأحمر والأبيض والأخضر، بينما كل لقطة أخرى من اللافتات والرموز الإيطالية. إنهم يهاجمون الأمريكيين الإيطاليين بشكل صارخ ولا شعوري بكل أسلوب ممكن». في هذا الوقت تقريبًا، انضمت منظمات إيطالية أخرى إلى القتال، بما في ذلك إن آي أي إف (NIAF) وترتيب أبناء إيطاليا في أمريكا.
ردت قناة إم تي في بإصدار بيان صحفي جاء فيه جزئياً أن «طاقم الممثلين الإيطاليين الأمريكيين يفخر بعرقهم. نحن نتفهم أن هذا العرض ليس مخصصًا لكل الجمهور وأنه يصور جانبًا واحدًا فقط من ثقافة الشباب.» بعد الدعوات لإزالة العرض، طلب العديد من الرعاة عدم بث إعلاناتهم أثناء العرض. ومن بين هؤلاء الرعاة شركة ديل، دومينوز بيتزا، وضمان العائلة الأمريكية. على الرغم من خسارة بعض المعلنين، إلا أن قناة إم تي في لم تلغ العرض. علاوة على ذلك، شهد العرض زيادة جمهوره من العرض الأول في عام 2009، واستمر في وضعه كبرامج إم تي في الأعلى تصنيفًا خلال فترة جيرسي شور التي استمرت ستة مواسم، والتي انتهت في عام 2012.

## نشاط اجتماعي
بالإضافة إلى برامجها المنتظمة، تتمتع إم تي في بتاريخ طويل في تعزيز النشاط الاجتماعي والسياسي والبيئي لدى الشباب. وسائل القناة لهذا النشاط كانت «اختر أو اخسر»، وتشمل القضايا السياسية وتشجع المشاهدين على التصويت في الانتخابات. كافح من أجل حقوقك، بما في ذلك قضايا مناهضة العنف والتمييز؛ ثينك إم تي في؛ وإم تي في أكت آند باور لـ12، أحدث مظلات للنشاط الاجتماعي لإم تي في.

## ما وراء إم تي في
منذ إطلاقها في عام 1981، توسعت العلامة التجارية «إم تي في» لتشمل العديد من الخصائص الإضافية بخلاف قناة إم تي في الأصلية، بما في ذلك مجموعة متنوعة من القنوات الشقيقة في الولايات المتحدة، وعشرات القنوات التابعة حول العالم، ووجود عبر الإنترنت من خلال MTV.com والمواقع ذات الصلة.

### قنوات عالمية
أطلقت شبكات إم تي في العديد من الأنواع الإقليمية باللغة الأم للقنوات التي تحمل علامة إم تي في التجارية في البلدان حول العالم.

### قنوات شقيقة في الولايات المتحدة
تدير إم تي في مجموعة من القنوات ضمن شبكات إم تي في - وهي اسم يستمر استخدامه للوحدات الفردية التي هي الآن شبكات باراماونت الإعلامية، وهي قسم من الشركة الأم لشركة باراماونت. في عام 1985، شهدت إم تي في تقديم أول قناة شقيقة منتظمة لها، في إتش 1، والتي كانت في الأصل اختصارًا لـ«فيديو هيتس ون» (Video Hits One) وتم تصميمها لتشغيل مقاطع الفيديو الموسيقية المعاصرة للبالغين. الآن، تستهدف في إتش 1 برامج الثقافة الشعبية والمشاهير التي تتضمن العديد من برامج الواقع. قناة أخرى شقيقة، سي إم تي، تستهدف سوق الثقافة الجنوبية.

### إنترنت

MTV.com في عام 2008

في أواخر الثمانينيات، قبل شبكة الويب العالمية، بدأ مقدم إم تي في آدم كاري بالتجربة على الإنترنت. قام بتسجيل اسم المجال الذي لم يطالب به أحد حينها "MTV.com" في عام 1993 بفكرة أن يكون صوت إم تي في الجديد غير الرسمي على الإنترنت. على الرغم من أن هذه الخطوة تمت الموافقة عليها من قبل المشرفين عليه في شبكات إم تي في في ذلك الوقت، عندما غادر كاري لبدء تصميم واستضافة بوابة الويب الخاصة به، قامت إم تي في بعد ذلك بمقاضاته بسبب اسم المجال، مما أدى إلى تسوية خارج المحكمة.
يظل موقع MTV.com الموقع الرسمي لإم تي في، ويتوسع في بث القناة من خلال تقديم محتوى إضافي لمشاهديها. يحتوي الموقع على نسخة عبر الإنترنت من إم تي في نيوز، البودكاست، خدمة البث التجارية، ميزات الأفلام، الملفات الشخصية، والمقابلات مع فنانين التسجيل ومن برامج إم تي في التلفزيونية.

## شعارات

أحد شعارات إم تي في المميزة
شعار إم تي في عالية الدقة (إتش دي)
نسخة أحادية اللون من إم تي في، تُستخدم لأجزاء معينة من المحتوى.

## وصلات خارجية
- إم تي في على موقع IMDb (الإنجليزية)
- إم تي في على موقع الموسوعة البريطانية (الإنجليزية)

- الموقع الرسمي
- Directory of MTV sites